# Селективна подобност
Селективна подобност је политика којом се социјалне услуге стављају на располагање само особама које испуне одређени критеријум. Критеријуми одређују и висину/количину помоћи као и ниво до кога ће неко право бити испуњено. Најчешћи критеријуми су економске и социјалне природе. Контраст овој форми социјалне политике јесте универзална подобност када се одређена услуга ставља на располагање свим грађанима.